# ناثان دويل
ناثان دويل (بالإنجليزية: Nathan Doyle)‏ (و. 1987  م) هو لاعب كرة قدم، من المملكة المتحدة، ولد في ديربي، يلعب كمُدَافِع، ولاعب وسط.

## روابط خارجية
- ناثان دويل على موقع قاعدة بيانات كرة القدم.إي يو (الإنجليزية)
- ناثان دويل على موقع Soccerbase.com (لاعب) (الإنجليزية)
- ناثان دويل على موقع Soccerway.com (الإنجليزية)
- ناثان دويل على موقع عالم كرة القدم.نت (الإنجليزية)